# Naum Prifti
Naum Prifti (ur. 7 marca 1932 we wsi Rehovë, Okręg Kolonja, zm. 17 czerwca 2023) – albański pisarz, dramaturg i scenarzysta.

## Życiorys
Uczył się w szkole w Ersekë. W 1953 ukończył studia medyczne na Politechnice Tirańskiej i rozpoczął pracę pomocnika lekarza w sanatorium w Korczy. W tym czasie zajął się pisaniem i w 1954 został redaktorem satyrycznego dwutygodnika „Bodziec” (Hosteni). Pisał także dla ilustrowanego miesięcznika „Gwiazda” (Ylli). Z tego okresu pochodzi seria opowiadań, pierwsze dramaty, a także bajki dla dzieci. W latach 1967–1970 pracował jako nauczyciel we wsi Divjakë. Od 1970 był redaktorem odpowiedzialnym biuletynu Skena e fëmijëve.
Od początku działalności literackiej najbardziej inspirującymi tematami dla Priftiego były: podania ludowe, legenda Skanderbega, a także modernizacja społeczeństwa albańskiego. W opowiadaniu „Złota fontanna” (Çezma e florinjtë) zawarł swoje twórcze credo, opowiadając się za szczególną odpowiedzialnością pisarza za uświadamianie zacofanemu społeczeństwu konieczność modernizacji.
Przełomem w życiu Priftiego stał się dramat Rrethimi i bardhe (Białe okrążenie), w którym ukazał zmagania człowieka z przyrodą, dalekie od wzorca socrealizmu. Potępiony przez partię przez kolejne dwadzieścia lat nie publikował swoich utworów. Powrócił dopiero w 1988, wydając zbiór krótkich opowiadań „Kryjówka wilka”. W 2001 został wyróżniony nagrodą Srebrnego Pióra, przyznawaną przez albańskie ministerstwo kultury za tom „Matka słońca” (Nena e Diellit). Został także uhonorowany Orderem Naima Frashëriego II klasy.
W 1991 kandydował bez powodzenia w wyborach parlamentarnych z listy Demokratycznej Partii Albanii.
Dorobek pisarski Nauma Priftiego obejmuje m.in. 18 tomików opowiadań, 7 dramatów, 8 scenariuszy filmowych. Pod koniec lat 80. pierwsze jego utwory ukazały się w USA, w przekładzie jego brata Petera. W 1991 wyjechał z kraju do San Diego w Kalifornii. W latach 2001–2003 przewodniczył stowarzyszeniu pisarzy albańsko-amerykańskich.
Był żonaty (żona Rina), miał trzy córki.

## Utwory literackie
- 1958: Lëkura e ujkut : tregime, skica, humoristike
- 1960: Çezma e florinjtë (Złota fontanna)
- 1964: Cikoja dhe Beni (opowiadania dla dzieci)
- 1966: Një pushkë më shumë (O jeden karabin za dużo)
- 1970: Litari i zjarrtë (Ognisty sznur)
- 1979: Legjenda dhe rrefime për Skënderbeun (Legenda i opowieści o Skanderbegu)
- 1983: Njeqind vjet (Sto lat)
- 1997: Pas Abetares : përralla, legjenda, tregime, përshtatje
- 2000: Mandolina : tregime të zgjedhura për fëmijë (Mandolina: wybór opowiadań dla dzieci)
- 2000: Pika e ujit : përralla
- 2001: Nena e Diellit (Matka słońca)
- 2004: Erë mali, erë fushe (Wiatr w górach, wiatr w dolinie, opowiadania)

## Scenariusze filmowe
- 1976: Pika e ujit
- 1976: Zani partizani
- 1978: Udha e shkronjave
- 1982: Era e ngrohtë e thellësive
- 1984: Kush vdes në këmbë
- 1984: Fejesa e Blertës
- 1988: Tre vetë kapërcejnë malin